# Lares
Lares ist eine Stadt im gebirgigen Westen von Puerto Rico. Zum United States Census 2010 hatte Lares 30.753 Einwohner, die Einwohnerzahl ist stark fallend. Im Juli 2016 wurde sie auf 26.692 geschätzt. Das Stadtgebiet ist 161 km² groß. Von der Hauptstadt San Juan aus ist Lares mit dem Auto in etwa anderthalb Stunden erreichbar. Das Ortsbild prägen Kirchen aus der Kolonialzeit und kleine Geschäfte.
Am 23. September 1868 war Lares der Schauplatz des ersten Aufstands der Puerto-Ricaner gegen die spanische Herrschaft. Er wurde von der Miliz rasch niedergeschlagen. Die Ereignisse gingen als Grito de Lares (Schrei von Lares) in die Geschichte ein.
In Lares wurden unter anderem der Sänger und Gitarrist José Feliciano und die Miss Universe 2001, Denise Quiñones, geboren.